# The Osterman Weekend
The Osterman Weekend is een Amerikaanse film uit 1983 van regisseur Sam Peckinpah, gebaseerd op het gelijknamige boek van Robert Ludlum.

## Verhaal
TV presentator John Tanner (Rutger Hauer) wordt door de CIA gebruikt om zijn vrienden, die spionnen zouden zijn, te ontmaskeren.

## Rolbezetting
| Acteur          | Personage         |
| --------------- | ----------------- |
| Rutger Hauer    | John Tanner       |
| Meg Foster      | Ali Tanner        |
| John Hurt       | Lawrence Fassett  |
| Craig T. Nelson | Bernard Osterman  |
| Dennis Hopper   | Richard Tremayne  |
| Helen Shaver    | Virginia Tremayne |
| Chris Sarandon  | Joseph Cardone    |
| Cassie Yates    | Betty Cardone     |
| Burt Lancaster  | Maxwell Danforth  |